# تعداد الولايات المتحدة 1820
تعداد الولايات المتحدة 1820 كان رابع تعداد للسكان يجرى في الولايات المتحدة. تم إجراء التعداد في 20 أغسطس، 1820. تم تقدير العدد الكلي للسكان بحوالي 9,638,453 منهم 1,538,022 عبيد. مركز السكان كان على بعد 120 ميل (193 كلم) من شمال الغرب من واشنطن في مقاطعة هاردي، غرب فرجينيا.

## وصلات خارجية
- بيانات تاريخية لتعداد سكان الولايات المتحدة